# 天主教尖竹汶教區
天主教尖竹汶教區（拉丁語：Dioecesis Chanthaburiensis）是泰國一個羅馬天主教教區，屬曼谷總教區。範圍包括東部六府：尖竹汶府、春武里府、羅勇府、巴真府、沙繳府和桐艾府，北柳府一部及坤西育府的一部。2001年有教友36,021人、41個堂區、112名司鐸。主教為Siripong Charatsri。
1944年5月11日自曼谷分出，設代牧區。1965年12月18日設教區。